# دوقية بينيفينتو

دوقية بينيفنتو اللومباردية في القرن الثامن

كانت دوقية بنفنت أو بنبنت أو بينيفينتو ومن بعدها الإمارة دوقية لومباردية في أقصى جنوب إيطاليا في القرون الوسطى، تمركزت حول بينيفنتو، وهي مدينة مركزية في ميتسوجيورنو.